# Trilepida brasiliensis
Trilepida brasiliensis — вид змій родини струнких сліпунів (Leptotyphlopidae). Ендемік Бразилії.

## Поширення і екологія
Trilepida brasiliensis мешкають в бразильських штатах Баїя, Сеара, Гояс, Мараньян, Мату-Гросу, Мату-Гросу-ду-Сул, Мінас-Жерайс, Параїба, Піауї, Рондонія і Токантінс. Вони живуть в саванах серрадо і сухих заростях каатинги. Живляться мурахами, термітами, їх личинками і лялечками.